# Cochranella duidaeana
Cochranella duidaeana és una espècie de granota que viu a Veneçuela.